# Danny Rook
Danny Rook (Genemuiden, 6 oktober 1971) is een Nederlandse acteur en tv-presentator. Hij was de presentator van vele populaire programma's bij zenders als onder andere RTL 4 en Veronica (Later Yorin) en te zien in de populaire Kindernet 5-serie Het Grote Sinterklaasverhaal. Zijn echte doorbraak kwam met het programma NOW TV, waarin hij de rol van Tilly van Broekhuyse en Gigi Dietrich vertolkte. Sinds een aantal jaar is Rook werkzaam achter de schermen bij RTL Nederland als regisseur van onder andere The Voice.

## Televisie
- Goede tijden, slechte tijden (1993) - Olivier (Afl 475/476/477/482)
- Club Veronica TV
- Superstage
- Pepernoten voor Sinterklaas (1995) als zichzelf en Tillie van Broekhuis
- Bobo’s in the Bush
- Ticket to love (2001-2002)
- Het Grote Sinterklaasverhaal (2000) als Gigi Dietrich en Professor Brausenthaler
- NOW TV als Tilly van Broekhuyse, Gigi Dietrich en  Kabouter Gerrie Goudreinet
- Zeg 'ns Aaa rol als speelgoedverkoper in aflevering: Een jongensdroom (1992)
- Star Academy
- Chatchoice (samen met Tatum Dagelet)
- Gordon gaat trouwen (2017) (Een van de Juryleden)

## Theater
- Per(r)ongeluk van Jos Brink.
- Kunt u mij de weg naar Hamelen vertellen, mijnheer? als Prins Tor / Rekenmeester Spicht
- Saturday Night Fever als DJ Monty (gedeelde rol met Carlo Boszhard en Tony Neef)
- Chicago

## (Teken)Film (stem)
- Casper
- Mousehunt
- Stories from the Bible
- Jozef de Dromenkoning